# 奧伯特·弗里德里希·卑爾訥 (刑法學者)
奧伯特·弗里德里希·卑爾訥（德語：Albert Friedrich Berner，1818年11月30日—1907年1月13日），是德國 19 世紀最重要的刑法學家之一，曾任柏林大學（今日的柏林洪堡大學）法學教授。

## 生平
他的學術生涯較德國19世紀末另一位著名的刑法學者法蘭茲·封·李斯特早了近 30 年開始，他所撰寫的德國刑法教科書在學界相當受重視且暢銷，從 1857 年的第 1 版開始，多次增修到 1898 年的第 18 版；以版數而言僅次於李斯特的德國刑法教科書。
1907年卒於柏林。

## 重要理論
- 當代刑法釋義學上，「間接故意」（或稱：「未必故意」）概念諸學說裡的｢贊同理論｣（德語：Billigungstheorie）可以追溯到卑爾訥1843年的著作[4]。

## 註解
1. ↑  Berner, Albert Friedrich.  1. Auflage. Leipzig: Tauchnitz. 1857: XVI, 565 S.
2. ↑  Berner, Albert Friedrich.  18. Auflages. Leipzig: Tauchnitz. 1898: XXXII, 752 S.
3. ↑  李斯特也曾長期擔任柏林大學的刑法與國際法教授（和帝國議會議員、普魯士王國下議院議員），他撰寫的德國刑法教科書則從 1881 年的第 1 版增修到 1919 年的第 22 版，1~22 版共印製 4 萬本；過世後並由其弟子 艾伯哈爾德·許密特 續修至 1932 年的第 26 版。今日柏林洪堡大學的法學院內擺設有李斯特的頭胸雕像以茲紀念。
4. ↑  S. 178 ff., 192 f in: Berner, Albert Friedrich. . Berlin: Verlag Ferdinand Dümmler. 1843: XVI, 310 S.